# Želimir Matko
Želimir Matko (Zagreb, 23. rujna 1929. - Zagreb, 21. prosinca 1977.), idejni osnivač i direktor prvog svjetskog Festivala animiranog filma Animafest u Zagrebu 1972. i drugog festivala 1974. godine.